# 文学小说
文学小说（Literary fiction），又称主流小说、非类型小说、严肃文学、高雅文学、艺术文学等，指的是文学市场上不属于任何一种类型小说的文学虚构作品。一般而言，文学小说是由人物驱动而不是情节驱动的小说，通过实验或诗意的方式使用语言，来考察人类状况。（p. 115, 131）
文学小说通常被用作文学的同义词，是指专门被认为具有相当大的艺术价值的作品。虽然文学小说通常被认为在艺术上优于类型小说，但两者并不相互排斥。（p. 115, 131）

## 定义
文学小说涉及社会评论、政治批评或对人类状况的反思。这与以情节为中心的类型小说形成鲜明对比。文学小说的节奏可能比通俗小说慢。与类型小说相反，文学小说指的是人物现实小说。更广泛地说，是市场类型（包括科幻小说、奇幻小说、惊悚小说或西部小说等等）之外的所有严肃散文小说。
文学小说被认为是高雅文化的一个例子，与流行文化形成鲜明对比。诗人和评论家马修·阿诺德在《文化与无政府》中将文化定义为“追求人类完美的无私努力”，通过努力“了解世界上最好的言论和思想”来追求、获得和实现。 ”
自1901年创办以来的诺贝尔文学奖经常颁发给文学小说作家，他们来自任何国家，在文学领域以理想主义的方向创作了最杰出的作品。

## 相关奖项
- 诺贝尔文学奖
- 布克奖、布克国际奖
- 歌德獎、格奥尔格·毕希纳奖
- 卡夫卡奖
- 科苏特奖
- 米格尔·德·塞万提斯奖
- 纽斯塔特国际文学奖
- 耶路撒冷奖
- 芥川龙之介奖
- 茅盾文学奖